# Bakur I. od Iberije
Bakur I. od Iberije (gruz. ბაკურ I), iz dinastije Arsakida, bio je kralj Kraljevina Iberija (Kartlija, današnja središnja i istočna Gruzija) od 234. do 249. godine. 
Njegovo ime Bakur potječe od staroperzijskog bag-puhr (sin boga).
Poznat je isključivo iz srednjevjekovnih Gruzijskih kronika, gdje je navedeno samo da je bio sin Vačea. Na prijestolju ga je naslijedio njegov sin Mitridat II.